# Мускат, Николай
Николай Мускат (мальт. Nikolai Muscat; род. 13 июля 1996, Сан-Гванн, Северный регион) — мальтийский футболист, полузащитник клуба «Марсашлокк» и национальной сборной Мальты.

## Клубная карьера
Начал карьеру в сезоне 2013/14 в составе клуба «Сан-Гванн», который выступал в третьем по силе дивизионе Мальты. Спустя два года команда добилась повышения в классе, однако во втором дивизионе задержалась всего на один сезон.
Летом 2017 года перешёл в «Гзиру Юнайтед». В чемпионате Мальты дебютировал 26 августа 2017 года в матче против «Биркиркары» (2:0). Вместе с командой дважды завоёвывал бронзовые медали чемпионата страны. В июле 2018 года дебютировал в еврокубках в матче квалификации Лиги Европы против андорранской «Сан-Жулии» (4:1 по сумме двух матчей).

## Карьера в сборной
Являлся игроком молодёжной сборной Мальты до 21 года.
В составе национальной сборной Мальты дебютировал 18 ноября 2019 года квалификации чемпионата Европы против Норвегии (1:2).

## Достижения
«Гзира Юнайтед»
- Бронзовый призёр чемпионата Мальты (2): 2017/18, 2018/19